# S ljubimymi ne rasstavajtes'
S ljubimymi ne rasstavajtes' (С любимыми не расставайтесь) è un film del 1979 diretto da Pavel Oganezovič Arsenov.

## Trama
Il film racconta di giovani sposi. Katja è finita in ospedale, dove suo marito Mitja la visita. Katja non ha più alcun orgoglio o desiderio di indipendenza. Con lei restava solo il sentimento dell'amore.